# Margarete Mewes
Margarete Mewes (* 14. Februar 1914 in Fürstenberg/Havel; † 12. Dezember 1998 in Soest) war Aufseherin im KZ Ravensbrück.

## Leben
Margarete Mewes war nach dem Besuch der Volksschule als Kindermädchen, Mitarbeiterin in einer Oberförsterei sowie einer Schokoladenfabrik beschäftigt. Sie wurde 1936 vom Fürstenberger Arbeitsamt zur Tätigkeit in die Munitionsfabrik Fürstensee dienstverpflichtet und war danach bis Juni 1939 bei der Deutschen Faserstoff GmbH tätig. Mewes, Mutter dreier Söhne, war Mitglied in der Deutschen Arbeitsfront (DAF).
Nach ihrer betriebsbedingten Entlassung vermittelte sie das Arbeitsamt in das Frauen-Konzentrationslager Ravensbrück, wo sie ab Juli 1939 als Aufseherin und später Blockführerin tätig war. Zunächst lag ihre Tätigkeit mit zwei weiteren Aufseherinnen in der Beaufsichtigung weiblicher Häftlinge in Außenkommandos. Von Januar 1943 bis Juli 1943 war sie Aufseherin und danach,  bis zur Auflösung des KZ Ravensbrück im April 1945, Leiterin im lagereigenen Zellenblock beziehungsweise Bunker.
Nach ihrer kriegsbedingten Flucht vor der Roten Armee am 28. April 1945 lebte sie mit ihren Söhnen in Lauenburg. Dort wurde sie am 19. Juni 1945 festgenommen und in das britische Internierungslager Neumünster eingewiesen. Von dort wurde sie im November 1946 in die Untersuchungshaftanstalt Hamburg überstellt.
Mewes musste sich für ihre im KZ Ravensbrück begangenen Taten vor einem britischen Militärgericht im ersten der sieben Ravensbrück-Prozesse verantworten. Als Entlastungszeugin sagte Isa Vermehren, ehemaliger Häftling im KZ Ravensbrück, für Mewes aus. Vermehren, die neun Monate im Bunker einsaß, schilderte Mewes als anständig und unbestechlich. Mewes selbst führte in ihrem Gnadengesuch am 17. Februar 1947 folgendes aus: „Ich habe keine Schuld. Für die Verbrechen der mir völlig gleichgültigen und verhassten SS kann ich, als dumme unbedeutende Person nicht verantwortlich gemacht werden.“
Am 3. Februar 1947 wurde Mewes zu zehn Jahren Haft verurteilt. Sie war zunächst im Strafgefängnis Fuhlsbüttel und ab Oktober 1948 in der Strafanstalt Werl inhaftiert. Mewes wurde bereits am 26. Februar 1952 wegen „guter Führung“ entlassen und zog zunächst in die Gegend von Hameln, später nach Körbecke, wo sie eine Beschäftigung als Serviererin fand. Sie heiratete im August 1968 und starb nach einem unauffälligen Leben Ende 1998.